# チョコボール向井
チョコボール 向井（チョコボール むかい、1966年12月25日 - ）は、日本のタレント、実業家で1990年代から2000年代にかけて活躍したAV男優、プロレスラーである。

## 概要
1990年のアダルトビデオデビュー以来、1990年代を中心に6000本以上の作品に出演。日本のアダルト関係者としては高い知名度を誇る。
2006年からは東京でスナックバー「チョコボールファミリー」を開業し、自ら切り盛りしている。2007年いっぱいでAV男優業を引退。

## 来歴
群馬県渋川市出身。群馬県立渋川西高等学校（現・群馬県立渋川青翠高等学校）卒業。

### AV男優・監督
1990年1月に、樹まり子主演『男優さん、いらっしゃい』（クリスタル映像）の素人男優オーディションに応募した。受験者の内、殆どの者が極度の緊張から勃起しなかったが、向井だけがビンビンだったことから採用になり、初作品監督（斉藤修）に見初められてプロデビューする。当時のAV男優は中肉中背ばかりであった中、やや大柄で筋肉質な肉体はインパクトを与え、その後のAV男優像に影響を与えることとなる。
全身が日焼けし陰嚢がチョコボールに似ていることが芸名の由来となっている。当初はチョコボール向山（むかいやま）だったが、長くて言い辛かったので「やま」が取れて、チョコボール向井（むかい）と呼ばれるようになった。以後、加藤鷹と並ぶAV男優のトップとして活躍。弟子にミートボール吉野がいる。
また、2001年からAV監督としても活動しており、ホットエンターテイメントに自らのレーベル「向井」を持ち、主にナンパ、カップル、風俗モノのAVを監督していた。
AV男優として活動した約17年間の出演本数は6000本を超え、性交経験人数も6000人を超えるとされる。男性と絡むゲイビデオにも何本か出演している。またニューハーフと絡むAVにも数本出演している。加藤鷹に次ぐ知名度を誇る、元祖マッチョ系（筋肉質）AV男優である。加藤鷹と共に一時代を築き、本来「どうでもいい存在」のAV男優をメジャーな存在に押し上げた功労者であり、AV男優としての過去最高年収は2000万円以上である。
後述の2017年の大病からの回復後は「もう自分の出る幕じゃない」として、AV業界への復帰は無いとしている。
1日の最高発射記録は16発で、SODの作品『男優は何回射精できるのか』のコーナーで13回射精した（1回の射精につき3万円がもらえるという契約だった）。

### 病気
AV男優5年目に『駅弁』による慢性疲労で椎間板ヘルニアを発症。7年目に撮影で絡んだ女優から感染して、急性肝炎を発症。
2017年7月に脳卒中で入院中していたことを、自身のTwitterで明かしている。自身が経営していたスナックバーは入院と共に閉店した。その後、敗血症を発症し、一時は生死の境をさまようほどの危篤状況となるが、奇跡的に一命を取り留める。懸命のリハビリの末、驚異的な回復を見せ、緊急搬送から約4ヶ月で退院。同年12月に東京都渋谷区幡ヶ谷に新たに自身の店を再オープンした。2018年5月現在もわずかに手足に麻痺の症状が残り、歩行は出来るが、走ることが出来ないという。
今後は自身の経験を伝える啓発活動にも取り組みたい、また「大好きなプロレスのリングに立つ。脳の後遺症に悩んでいる人の励みになりたい」と述べている。

### プロレスラー
1985年、新日本プロレスの練習生だったこともあるが腰を痛めたことと、あまりの練習の厳しさに耐えかね約一週間で退団した。その後、職を転々とした後、AV男優として有名になる一方で、パンクラス関連のジムP's LABで格闘技の修行を積み、1999年、FMWでプロレスデビュー。「ミスター駅弁」として人気を博す。
11月23日の横浜アリーナ大会で、リッキー・フジ、フライングキッド市原と組んで、中川浩二、邪道、外道を破り、WEW6人タッグ選手権を奪取した。
なお、当時FMWに所属していた大矢剛功とは新日本プロレス練習生時代の同期である。大矢のことは覚えていたが、大矢は自分のことを覚えていないだろうと思っていたところ、大矢も昔一緒に練習していたことなどを覚えていたことを聞き感激したという。
FMW崩壊後は、WEWを経て、IWA・JAPANに所属。2005年12月に自主興行開催。メインイベントで石川雄規に敗戦。12月18日、新日本プロレス後楽園ホール大会に電撃参戦するも永田裕志に敗北（永田によるとリングインした時に感極まったのか涙を流していたという）。永田戦後、その日のうちに別の団体でダブルヘッダーとして村上和成との試合に臨むが、村上に試合中一度もリングに上げてさえもらえない扱いを受けて、試合後「（ダブルヘッダーを考えるなど）自分が間違っていた」という旨の発言をした。
2006年12月17日に新宿FACEで行われた自主興行を最後に現役引退した。頸椎（けいつい）ヘルニアが悪化したことが理由であり、今後はIWAのスタッフとしてプロレス界に関わって行くという。その後、2013年6月1日のIWAジャパン・新宿フェイス大会で約6年半ぶりにプロレスに復帰することが決定した。

#### 入場曲
- 駅弁戦士

### 得意技
チョコバウアー
チョコラリアット
ウルトラチョコドロップ
駅弁固め
駅弁アタック
はずかし固め

## 人物像

### 駅弁
「駅弁」はチョコボール向井のAVにおける必殺技である。AV女優を抱え上げ、AV男優の肩に女優の腕をかける様子が、鉄道駅ホームで弁当入れを抱える売り子の格好に似ているからこの名前がついている。前述のように女性を抱えて支える関係上、男性自身の体力が必要なのはもとより、特に背筋や腰に相当の負担を掛けるため、安易に行うと腰痛やギックリ腰など、腰への損傷を負うことになる。向井自身もあくまで「見せ技」であり、気持ちいわけではないと述懐している。
体位自体は村西が考案し名付け親でもあるが、広めたのはチョコボールでありバリエーションを増やした。プロレスラー時期には駅弁固めを開発し使用している。

### 不祥事
2004年3月25日に、いわゆる「ハプニングバー」の一斉摘発により、公然わいせつ罪で逮捕され、懲役5ヶ月（執行猶予3年）の有罪判決を受ける。ちなみにこの現場では、仕事として依頼を受けAV女優と本番行為を行っていたとされる。事件の後にこのAV女優との絡みが収録されたアダルトDVD「チョコボール向井のハプニングSEX講座」が発売されている。また、その公判中に2003年12月12日出演のアダルトビデオで、相手役のAV女優が16歳だったことから児童福祉法違反容疑で逮捕・勾留された（後にこの件に関しては不起訴処分となった）。

### 酒
飲酒すると勃起力が落ちることから酒を飲まない男優が多い中、飲酒としても勃起力が衰えない男優の一人で、酔拳の異名を持った。飲酒して絡んだ作品もある。

## 関連図書
- 「AV男優」家田荘子（幻冬舎アウトロー文庫）(1998年08月)

## 著書
- チョコボール向井の超勉強法 ー気持ちよくなければ勉強ではない（1996年3月1日、ごま書房）
- アダルトビデオ勉強法 実践編（1997年6月1日、ひらく）
- 哲学（小学館、2003年3月）
- NAKED MAN  裸一貫ストーリー（2003年12月1日、碧天舎）
- 裸一貫（創出版、2006年12月）

## 受賞歴
- 第1回（2000年）ビートたけしのエンターテインメント賞主演AV男優賞

## メディア出演

### 映画
- 「駅弁」（1999年）
- 「ピカ☆ンチ LIFE IS HARDだけどHAPPY」（2002年）
- 「わ・れ・め」（2008年）

### テレビ
- タモリ倶楽部（テレビ朝日） -  空耳アワー
  - サンディー&ザ・サンセッツ 涙の太陽
  - 小林靖宏 東京ナイツ
- トゥナイト（テレビ朝日）
- どんまい‼︎ みんなでがんばっていこう（日本テレビ）
- マジカル頭脳パワー!! / マジカルミステリー劇場 第41話「ファジーなあいつ」（1992年、NTV） - 丸子義信 役

### ラジオ
- ふるチン（TBSラジオ、2007年2月17日）

### トークイベント
- 講演と宮台真司との対談。2001年、早稲田大学大隈講堂。